# Hugo Brizuela
Hugo Rolando Brizuela Benítez (Asunción, 8 febbraio 1969) è un ex calciatore paraguaiano, di ruolo attaccante.

## Palmarès

### Club

#### Competizioni nazionali
- Campionato messicano: 1

Pachuca: Invierno 2001
- CONCACAF Champions' Cup: 1

Pachuca: 2002